# Clearmont (Missouri)
Pour les articles homonymes, voir Clearmont.
Clearmont est une ville du comté de Nodaway, dans le Missouri, aux États-Unis,. Fondée en 1857, elle est située au nord du comté et incorporée en 1967.

## Démographie
Lors du recensement de 2010, la ville comptait une population de 170 habitants. Elle est estimée, en 2016, à 161 habitants.

### Source de la traduction
- (en) Cet article est partiellement ou en totalité issu de l’article de Wikipédia en anglais intitulé « Clearmont, Missouri » (voir la liste des auteurs).